# Intermezzo (hudební)

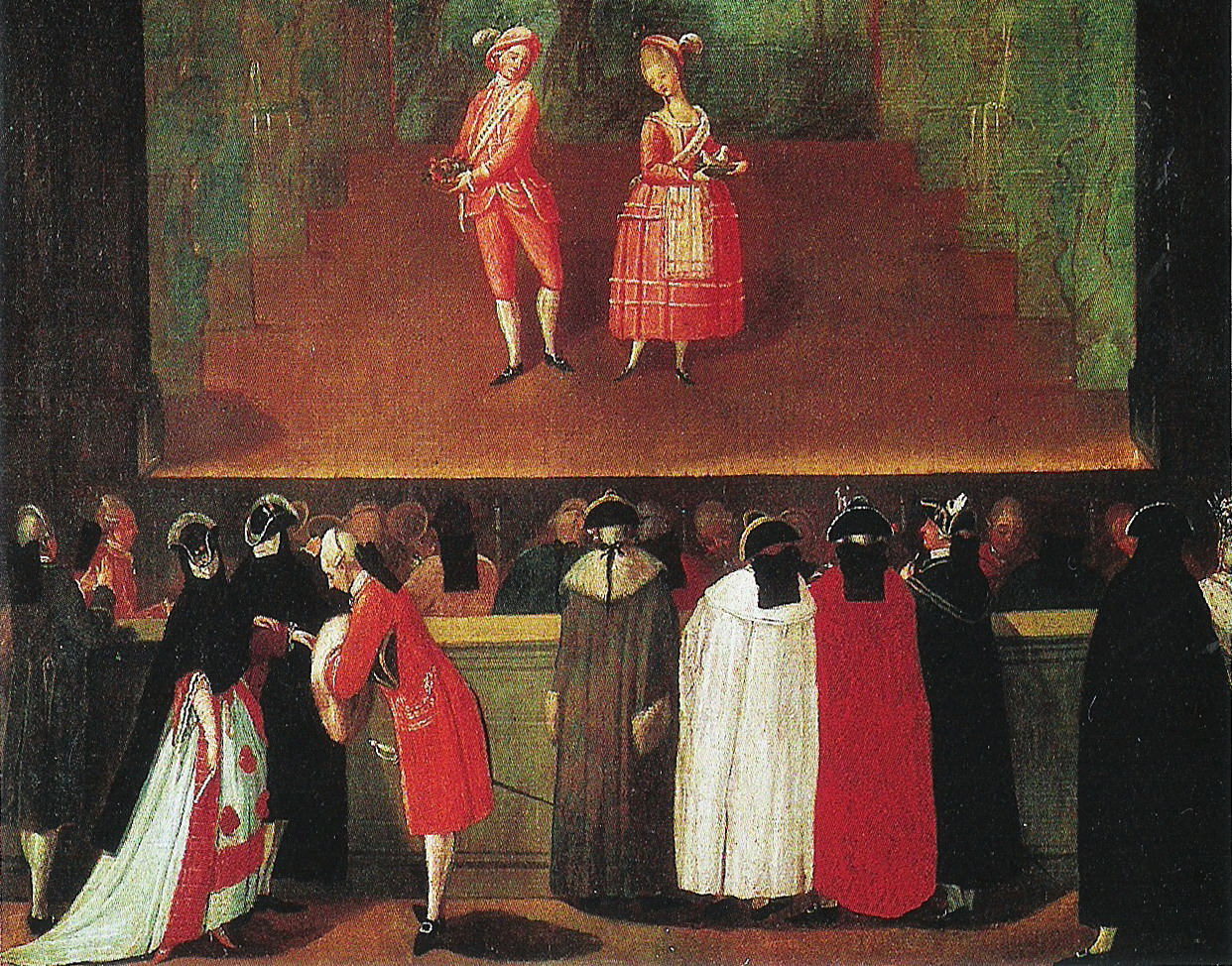
Malba z osmnáctého století zobrazující scénu z komického intermezza v Benátkách.

Intermezzo je italský termín, označující něco „vloženého mezi“. V hudbě představuje buď
- drobnou hudební skladbu nebo
- mezihru

## Operní žánr
V osmnáctém století tento termín znamenal krátkou, operní vložku, většinou vtipného charakteru, která byla provozována mezi prvním a druhým jednáním italských oper jinak vážného charakteru. Stejné intermezzo mohlo být použito i v několika různých dílech. Témata byla často převzata z repertoáru commedie dell'arte.
Ve třicátých letech osmnáctého století se tento žánr rozšířil po celé Evropě. Nejslavnější a nejúspěšnější z těchto meziher je Služka paní Giovanni Battisty Pergolesiho (1733). Na konci osmnáctého století se v Itálii tento název přenesl na dvouaktovou operu buffa.

## Soudobá hudba
V současné hudbě se používá pro krátké věty v suitách nebo hudbu mezi jednotlivými akty jevištních děl. Intermezzy jsou též některé kratší hudební celky, komponované jako charakteristicky náladové skladby (najdeme je např. v tvorbě německého skladatele Johannese Brahmse).